# Erigorgus punctatus
Erigorgus punctatus là một loài tò vò trong họ Ichneumonidae.